# Hamburger Fußball-Verband
Der Hamburger Fußball-Verband (HFV) wurde am 1. Februar 1947 gegründet und ist die Dachorganisation von offiziell 395 Fußballvereinen in Hamburg und Umgebung mit 230.830 Mitgliedern, davon 32.974 weiblichen, und 3.023 Mannschaften. Damit ist der HFV einer der kleinsten der 21 Landesverbände des DFB, obwohl sein Gebiet über die hamburgischen Stadtgrenzen hinaus auch den kompletten Kreis Pinneberg des Landes Schleswig-Holstein umfasst. Außerdem sind weitere schleswig-holsteinische Vereine aus den südlichen Teilen von Stormarn und Lauenburg sowie einige aus dem Kreis Segeberg Mitglieder im Verband. Bis vor einigen Jahrzehnten gehörten noch zahlreiche Vereine aus Niedersachsen dem HFV an, die meisten Klubs aber wechselten nach und nach in den Niedersächsischen Fußballverband, womit nur noch der Buxtehuder SV und Buchholz 08 als niedersächsische Mitgliedsvereine im HFV übrig geblieben sind.
Sitz des HFV ist Hamburg.
Insgesamt werden jedes Jahr rund 55.000 Pflicht- und Freundschaftsspiele einschließlich der zugehörigen Schiedsrichteransetzungen durchgeführt.
Gleichzeitig ist der HFV Nachwuchsleistungszentrum für rund 300 Auswahl- sowie rund 350 Stützpunktspieler.

## Präsidium
An der Spitze des Verbandes steht seit 2021 Christian Okun, der Dirk Fischer nachfolgte, welcher ebenso wie sein Vorgänger Friedel Gütt Ehrenpräsident wurde.
Der Führungsspitze gehören ebenfalls Kathrin Behn (Vizepräsidentin), Christian Klahn (Schatzmeister), Sarah Drevs (Beisitzerin), Frank Flatau (Vorsitzender Spielausschuss), Jens Bendixen-Stach (Vorsitzender Verbands-Jugendausschuss), Andrea Nuszkowski (Vorsitzende Ausschuss für Frauen- und Mädchenfußball), Bastian Kuhne (Vorsitzender Verbands-Lehrausschuss), Christian Soltow (Vorsitzender Verbands-Schiedsrichterausschuss) und Ehrenpräsident Fischer an.
Hannelore Ratzeburg, Präsidiumsmitglied von 1974 bis 2017 (Ausschuss für Frauen und Mädchen) ist seit 2007 zugleich Vizepräsidentin für Frauen- und Mädchenfußball im Deutschen Fußball-Bund (DFB). Im Juni 2017 übergab sie den Ausschuss für Frauen und Mädchen an Andrea Nuszkowski.
HFV-Geschäftsführer sind seit September 2024 Jörg Timmermann und Dominik Voigt, die auf Karsten Marschner folgten.
Das Verbandsgebiet ist – anders als in den benachbarten Landesverbänden SHFV und NFV – nicht in Bezirks- und/oder Kreisverbände untergliedert. Es gibt jedoch die Bezirks-Schiedsrichterausschüsse (Alster, Bergedorf, Harburg, Nord, Ost, Pinneberg, Unterelbe und Walddörfer).

## Geschichte

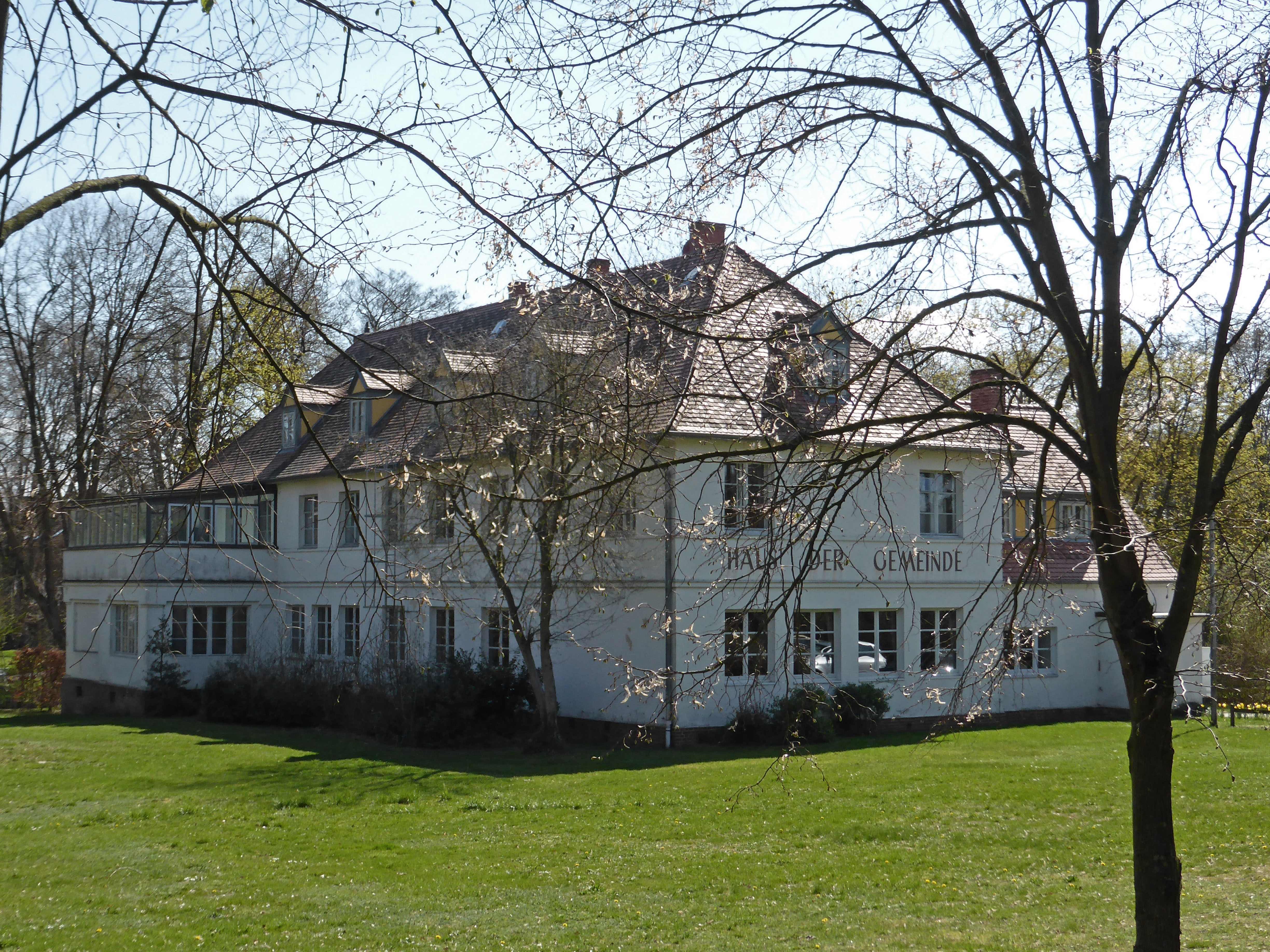
Jugendheim von 1952 bis 1973 in Steinhorst (2019)

Der HFV steht in der Nachfolge des Hamburg-Altonaer Fußball-Bundes (1894 bis 1907) sowie des Bezirks/Kreises III Groß-Hamburg des NFV, später NSV (1907 bis 1933). Nach dessen erzwungener Selbstauflösung 1933 gab es im Sportgau Nordmark den Bezirk, ab 1936: Kreis Groß-Hamburg, der von 1942 bis 1945 als eigener Gau Hamburg firmierte.
Der demokratische Wiederaufbau Hamburgs schloss bereits im August 1945 einen Hamburger Verband für Leibesübungen ein, aus dessen Fußballsparte 1947 der HFV hervorging. Martin Abraham Stock, später auch im DFB-Spielausschuss, wirkte daran mit und erster Vorsitzender war, wie bald darauf im NFV, Heino Gerstenberg (bis 1962). Ihm folgten Horst Barrelet (1963 bis 1991), Gütt (bis 2007), Fischer (bis 2021) und Okun (ab 2021). Zu den früheren Vorsitzenden des HAFB und des Bezirks hat bis 1933 Paul Hauenschild gehört.
Schon dem HAFB hatten, wie es der Name andeutete, Vereine von jenseits der Stadtgrenzen angehört, nämlich solche aus Altona und dem Kreis Pinneberg. Das blieb auch später so, wobei die Vereine aus Harburg und Wilhelmsburg mehrfach zwischen Hamburg, „Nordhannover“ und Niedersachsen hin- und hergeschoben wurden.

## Finanzierung
Der HFV bekam 1948 mit dem Hamburger Sportbund die Konzession für den Fußball-Toto. Die staatlichen Wettspiele sind seither – neben den Beiträgen der Mitgliedsvereine – eine der Hauptfinanzierungsquellen des Fußballverbandes. Seit 1984 erhalten HSB und HFV gemeinsam 15 Prozent aller Einnahmen der staatlichen Wetten in Hamburg.
Seit der Haushaltsperiode 2007 und 2008 gibt es einen Sportfördervertrag, der den Hamburger Sportbund neben dem HFV eine Grundförderung zuspricht und alle 2 Jahre neu verhandelt wird. Die Verteilung der Sportfördermittel auf die beiden Verbände ist als Instrument gesellschaftlicher Gewaltenteilung vorgesehen und aufgrund der jahrzehntelangen Praxis und der Entstehungshistorie bestätigt.
Zu dem Sportfördervertrag wird regelmäßig eine Zielvereinbarung mit der Stadt Hamburg geschlossen, die die zugewendeten Mittel in ihrer Verwendung festschreibt.

## Einrichtungen
Von 1957 bis 2001 betrieb der HFV gemeinsam mit dem Hamburger SV die Paul-Hauenschild Sportanlage in Ochsenzoll in Norderstedt. Hauenschild, ein früherer Vorsitzender des HSV (Oktober 1927 – April 1928 und April 1949 – Januar 1950), bestimmte in seinem Testament, dass die Erträge aus seinem Nachlass zweckgebunden für Ochsenzoll zu verwenden seien.
Seit 2001 verfügt der HFV auf einem ehemaligen Kasernengelände in Hamburg-Jenfeld über eine eigene Sportschule. Gleichzeitig verlegte er auch seine Geschäftsstelle aus dem HSB-Gebäude Haus des Sports nach Jenfeld.
Auf dem Gelände in Jenfeld sind neben der Geschäftsstelle, zwei Fußballfelder (ein Rasenplatz und ein Kunstrasenplatz) und auch eine Sporthalle zu finden. Der HFV bildet in seinen Einrichtungen Trainer, Betreuer und Schiedsrichter aus. Die Unterbringung während der Lehrgänge erfolgt in eigenen Hotelräumlichkeiten.

## Ligasystem
Oberste Liga im HFV ist bei den Männern die Oberliga Hamburg (ehemals Verbandsliga Hamburg), die gesamtdeutsch die 5. Spielklasse bildet. Unterhalb der Oberliga gibt es zwei Landesligen (Hammonia- und Hansa-Staffel). Die 7. Klasse ist die vierstaffelige Bezirksliga (Nord, Ost, Süd, West). Ferner gibt es eine achtstaffelige Kreisliga und als unterste Hamburger Liga eine zwölfstaffelige Kreisklasse.
Oberste Liga im HFV ist bei den Frauen die Frauen-Oberliga Hamburg, die gesamtdeutsch die 4. Spielklasse bildet. Unterhalb der Oberliga gibt es die Frauen-Landesliga Hamburg. Die 6. Klasse ist die zweistaffelige Frauen-Bezirksliga (Ost und West). Die 7. Klasse ist die zweistaffelige Frauen-Kreisliga (01 und 02), unterhalb spielt dann im 8. Rang die Frauen-Sonderklasse, erneut mit zwei Staffeln (01 und 02).

## Vereine des HFV in höheren Ligen | Saison 2025/26
| Nationale Ligaebene | Bezeichnung               | Anzahl           | Vereine                                                            |
| Männer – Fußball    | Männer – Fußball          | Männer – Fußball | Männer – Fußball                                                   |
| ------------------- | ------------------------- | ---------------- | ------------------------------------------------------------------ |
| 1                   | 1. Bundesliga             | 2                | Hamburger SV, FC St. Pauli                                         |
| 2                   | 2. Bundesliga             | –                | –                                                                  |
| 3                   | 3. Liga                   | –                | –                                                                  |
| 4                   | Fußball-Regionalliga Nord | 4                | Hamburger SV II, FC St. Pauli II, Eintracht Norderstedt, Altona 93 |
| Frauen – Fußball    |                           |                  |                                                                    |
| 1                   | 1. Frauen-Bundesliga      | 1                | Hamburger SV                                                       |
| 2                   | 2. Frauen-Bundesliga      | –                | –                                                                  |
| 3                   | Frauen-Regionalliga Nord  | 4                | FC St. Pauli, Hamburger SV II., Eimsbütteler TV, SC Victoria       |
| Männer – Futsal     |                           |                  |                                                                    |
| 1                   | Futsal-Bundesliga         | 2                | Hamburger SV, FC St. Pauli                                         |
| 2                   | Futsal-Liga Nord          | 4                | Hamburger SV II, SV Alter Teichweg, Futsal Hamburg, FC Maihan      |

## Gesellschaftliches Engagement
Der HFV hat sich der Förderung von Normen und Werten im und durch den Fußballsport verschrieben. Dabei geht es in der Wertevermittlung vor allem um den Fairplay, Respekt, Toleranz und gegenseitige Achtung. Der HFV hat dazu den „Freundlich und fair Preis“ mit der Sparda-Bank Hamburg ins Leben gerufen. Der Preis zeichnet Mannschaften und Vereine für faires Fußballspielen aus.
Darüber hinaus tritt der HFV jeglicher Form von Rassismus, Homophobie, Extremismus und anderen diskriminierenden Tendenzen entgegen.
Die Förderung von Menschen mit Migrationshintergrund steht dabei in einem besonderen Fokus. Die Förderung erfolgt in Zusammenarbeit mit dem Hamburger Sportbund. Einzelne Projekte sind dabei u. a. der Integrationspreis, das Projekt Kicking Girls und viele Qualifizierungsmaßnahmen (Kurzschulungen) für die angeschlossenen Vereine deren Mitglieder.
Für sozial benachteiligte Menschen gibt es spezielle Programme, die der HFV durchführt. Hierzu zählen beispielsweise ein HFV-Sportcamp, die Kooperation mit der Organisation „Zweikampfverhalten“ und das Pilotprojekt „Sozialarbeit durch Fußball“.
Der Schutz von Kindern und Jugendlichen vor Misshandlung und Vernachlässigung (körperlich und seelisch) ist ein weiteres besonderes Anliegen im HFV. Dabei hat der HFV Maßnahmen zur Überprüfung der Mitarbeiter im HFV eingeführt und einen Ombudsmann implementiert. Alle Mitgliedsvereine im HFV erhalten eine Unterstützung zur Überprüfung ihrer Mitarbeiter.
Zur Gewaltprävention gibt es verschiedene Programme. Dazu gehören u. a. Coolness Tage, Cool-Down-Gespräche, Schlichtungsgespräche, Konfliktschulung sowie Coolness Coachings.

## Ehrenamt
Der HFV legt als Mitglied der „Aktion Ehrenamt“ vom DFB Wert auf die ehrenamtliche Mitarbeit. Wichtig ist ihm die Stärkung der Vereinsbasis, die Gewinnung ehrenamtlicher Vereinsmitarbeiter, die Würdigung ehrenamtlicher Tätigkeit, Qualifizierungsangebote und Verbesserung der Rahmenbedingungen für ehrenamtliche Arbeit sowie das menschliche Miteinander. Ohne die ehrenamtlichen Schiedsrichter, Zeugwarte, Platzwarte, Trainer und Helfer gäbe es keinen Hamburger Amateurfußball.
Der Verband hebt das Ehrenamt durch die Vergabe des Preises „Ehrenamtler des Monats“ und mit der von Medien-Studenten erstellten Kampagne „#ohnegehtsnicht“ besonders hervor. Die Aktion wirbt in den sozialen Medien für Ehrenämter in den Fußball-Vereinen. Erstellt wurde sie gemeinsam mit der Medienakademie in Hamburg.

## eFootball
Seit dem Jahr 2017 trägt der HFV zusätzlich zum Fußball auch die „HFV eSports Meisterschaft“ aus. Dabei treten 32 Vereine in Teams mit jeweils 2 Spielern auf der PlayStation im Spiel FIFA gegeneinander an. Die erste Meisterschaft fand am 23. September 2017 in der Sporthalle des HFV statt. Sieger der ersten „HFV eSports Meisterschaft“ wurde der Niendorfer TSV mit den Spielern Nico Kukuk und Tarek Abdalla. Die zweite „HFV eSports Meisterschaft“ fand am 11. Februar 2018 in der Sporthalle des HFV statt.
Der DFB definiert seit April 2018 den Bereich e-Soccer für sich und seine Landesverbände. Daher wird ab sofort der Spielbetrieb als e-Soccer auch im HFV verwendet.
Am 15. September 2018 war die 3. Hamburger e-Soccer-Meisterschaft zugleich auch das Qualifikationsturnier für die 1. Deutsche e-Soccer-Meisterschaft, welche am 22. September 2018 auf dem Gelände des HFV stattgefunden hat.
Seit 2019 bietet der HFV als erster Landesverband eine eigene eSoccer-Liga an.
Gespielt wird in einem 2 vs. 2 Modus in Präsenzveranstaltungen. Damit wird insbesondere der Förderung des Breitensports Rechnung getragen.

### Hamburger eFootball-Sieger seit Einführung der eFootball-Liga
| Saison  | Meister               | Vizemeister       | Platz 3          | Anmerkung                                                             |
| ------- | --------------------- | ----------------- | ---------------- | --------------------------------------------------------------------- |
| 2019/20 | –                     | –                 | –                | Aufgrund der Corona-Pandemie wurde die Saison nicht zu Ende gespielt. |
| 2020/21 | Hamburger SV I        | Hamburger SV II   | FC St. Pauli     |                                                                       |
| 2021/22 | Hamburger SV II       | FC Union Tornesch | Hamburger SV I   |                                                                       |
| 2022/23 | Hamburger SV          | Heidgrabener SV   | SV Tonndorf-Lohe |                                                                       |
| 2023/24 | TSV Over-Bullenhausen | Heidgrabener SV   | –                |                                                                       |
| 2024/25 | Hamburger SV          | FC St. Pauli      | Heidgrabener SV  | SV Eidelstedt                                                         |